# Préfecture de Siguiri

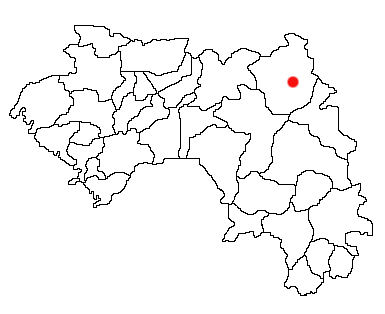
Localisation de Siguiri

La préfecture de Siguiri est une subdivision administrative de la région de Kankan, en Guinée. Son chef-lieu est la ville de Siguiri.

## Subdivision administrative
La préfecture de Siguiri est subdivisée en vingt (20) sous-préfectures: Siguiri-Centre, Bankon, Doko, Franwalia, Kiniébakoura, Kintinian, Maléa, Naboun, Niagassola, Niandankoro, Norassoba, Nounkounkan Siguirini, Tomba Kanssa, Tomboni, Fidako, Diomabana, Mignada, Koumandjanbougou, Didi et Kourémalé.

## Infrastructure
La ville abrite une grande usine d'or.

## Tourisme
Siguiri est une préfecture  touristique qui abrite de nombreux monuments historiques comme le fort Gallieni construit sur les ordres de l'ancien ministre français de la guerre Joseph Gallieni, les tombes de soldats français et spahis algériens de l'armée coloniale française et le sosso bala, inscrit au patrimoine de l'UNESCO dans la sous-préfecture de Niagassola.

## Histoire
Siguiri fut fondée par les frères Magassouba. Elle prend son essor économique à la fin des années 1990 grâce à la fondation de la SAG: société aurifère de Guinée.

## Galerie

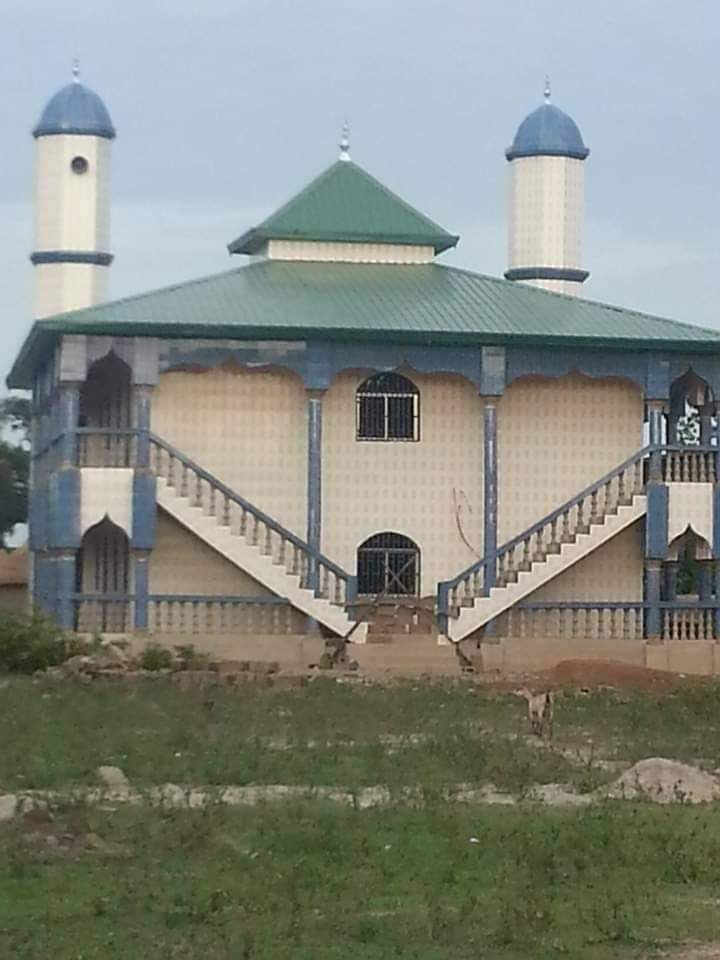
Grande mosquée de la sous-préfecture de Nounkounkan
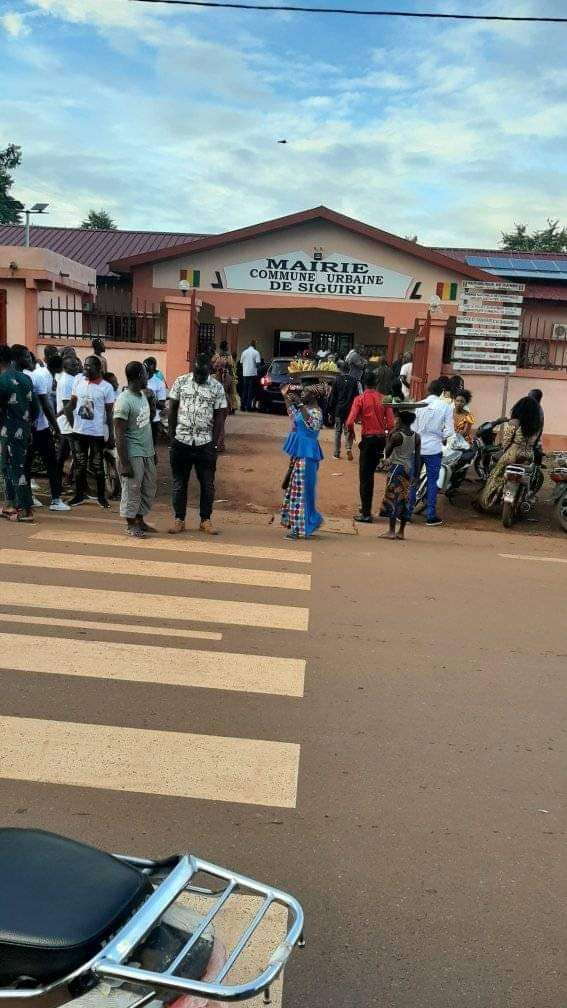
Mairie

## Population
En 2016, le nombre d'habitants de la préfecture a été estimé à 724 631, selon une extrapolation officielle du recensement de 2014 qui en avait dénombré 687 002.

## Députés
- 2020 2021 : Daouda Sidibé